# Google Stadia
Stadia war ein Cloud-Gaming-Dienst von Google, der von November 2019 bis Januar 2023 betrieben wurde. Die in der Testphase noch Project Stream genannte Plattform ermöglichte dem Benutzer, Computerspiele in Google-Rechenzentren ausführen zu lassen und als Videostream an ein Endgerät mit Webbrowser Chrome, ausgewählte Smartphones oder einen Fernseher mit Chromecast zu übertragen. Eingaben erfolgten über ein kompatibles Gamepad oder am PC via Maus und Tastatur.

## Funktionen
Stadia verwendete YouTubes Streaming-Funktion. Diese wird als Erweiterung vom bloßen Zuschauen eines Livestreams verstanden. So deutete Phil Harrison von Google den Namen Stadia (Plural von engl. stadium ‚Stadion‘) als Sammlung von Unterhaltung, vor der Zuschauer sich zurücklehnen und zusehen oder aktiv teilnehmen können.
Da Google weltweit verteilt eigene Rechenzentren und Kabel betreibt, sollte Stadia im Vergleich zu Projekten wie OnLive, PlayStation Now und Gaikai schnellere Antwortzeiten ermöglichen. Stadia unterstützte das Streaming von Spielen in 4K-Auflösung mit HDR, 60 Bildern pro Sekunde und 5.1-Surround-Sound.
Nach der Anmeldung konnten Spiele gestartet werden, ohne zusätzliche Inhalte auf das Endgerät herunterzuladen. Spieler konnten Sitzungen aufzeichnen oder live auf YouTube übertragen. Zuschauer, die ebenfalls Stadia-Kunden waren, konnten Spiele direkt aus dem Stream heraus mit dem Spielstand des Streamers starten. Obwohl Stadia mit jedem USB-Controller der HID-Klasse funktionierte, entwickelte Google einen Controller, der sich über Wi-Fi direkt mit dem Rechenzentrum verbindet, in dem das Spiel läuft, um schnell reagieren zu können. Der Controller hatte eine zusätzliche Taste, mit der der Google Assistant gestartet werden konnte, der unter anderem automatisch hilfreiche YouTube-Videos zum laufenden Spiel suchen konnte.

## Stadia Base
Stadia Base, im Marketing nur „Stadia“ genannt, bot eine Bildauflösung von 1080p (60 Bilder pro Sekunde – Full HD) sowie die Spiele Destiny 2 und Crayta. Weitere Titel konnten einzeln gekauft werden.

## Stadia Pro
Stadia Pro war ein kostenpflichtiger Abonnement-Service und ermöglichte eine Bild-Auflösung von bis zu 4K mit 60 Bildern pro Sekunde sowie 5.1-Surround-Sound – sofern das jeweilige Spiel diese Funktionen unterstützte. Abonnenten des Dienstes erhielten monatlich neue Spiele, die für die Dauer des Abonnements in der Bibliothek verblieben. Bei einer Kündigung und späteren Wiederaufnahme des Abonnements konnten diese erneut gespielt werden.

## Technische Voraussetzungen
Für die Bild-Auflösung von 1080p bei 60 Bildern pro Sekunden bedurfte es einer Datenübertragung von 25 Mbit/s. Für 4K bei 60 Bildern pro Sekunde waren 30 Mbit/s nötig. Stadia unterstützte mehrere Plattformen. Dazu zählten Chromium-basierte Browser, Android, Chromecast Ultra und Safari.
Bei der Nutzung über Chromium-basierten Browsern wurden der Stadia-Controller und mehrere Drittanbieter-Gamepads unterstützt. Die Verbindung des Controllers über ein WLAN-Netz ist dem Stadia-Controller vorbehalten. Die unterstützten Drittanbieter-Gamepads konnten per USB und manche auch per Bluetooth verbunden werden. Außerdem gab es für alle Spiele eine Unterstützung von Maus, Tastatur und virtuelle Tastatur für mobile Geräten.
Im Set mit einem Stadia-Controller war auch Google Chromecast Ultra erhältlich, was das Spielen am Fernseher ermöglichte. Auf Chromecast Ultra wurde nur der Stadia-Controller unterstützt.
Im Juni 2021 wurde die Kompatibilität auch auf den Chromecast mit Google TV und einige Android-TV-Geräte erweitert.

## Hardware

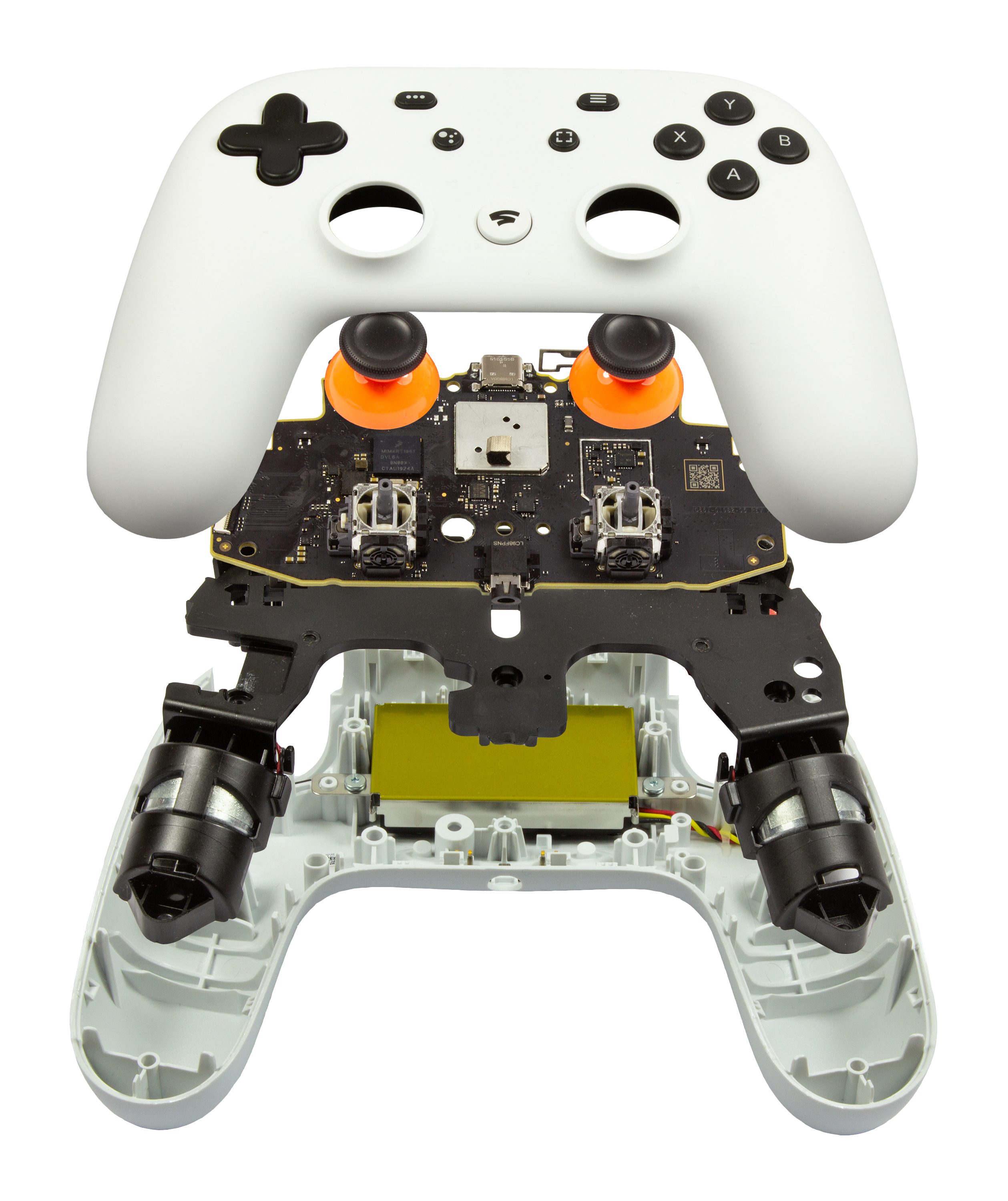
Explosionsansicht des Controllers

Anfangs erhielten Stadia-Server einen Intel-x86-Prozessor mit 2,7 GHz Taktung mit AVX2 und 9,5 Megabyte L2+L3-Cache. Zudem wurde auch ein AMD-Grafikprozessor mit HBM2-Speicher, 56 Recheneinheiten und 10,7 teraFLOPS angeboten. Der Speicherung dienten SSDs. Ein System verfügte über eine Speicherbandbreite von 484 Gigabyte pro Sekunde und 16 Gigabyte RAM, die zwischen GPU und CPU aufgeteilt wurden.

## Entwicklung

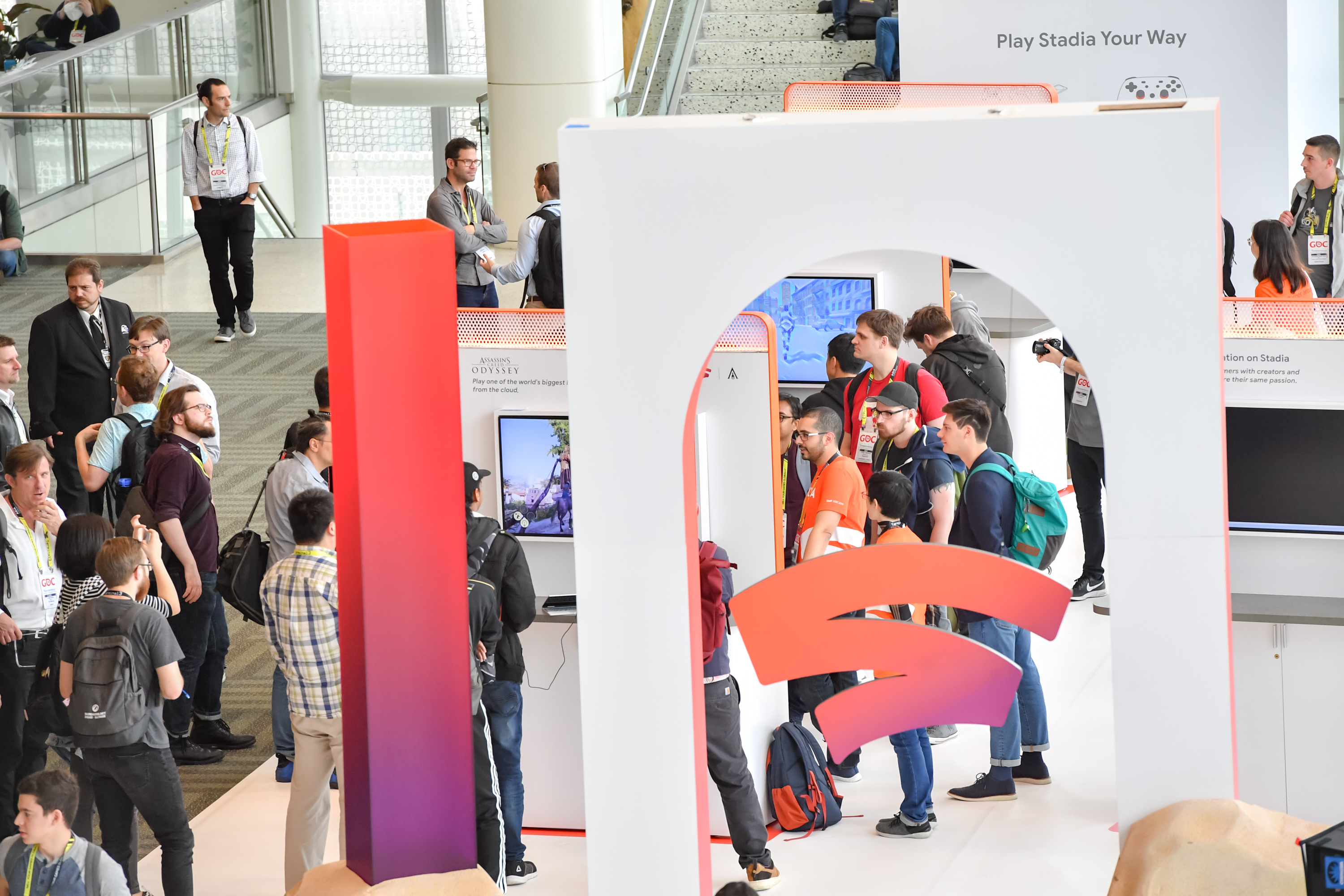
Google-Stadia-Stand auf der Game Developers Conference 2019

Die Entwicklung von Stadia startete unter dem Namen Project Stream. Google stellte Phil Harrison als Geschäftsführer der Gaming-Branche ein und rekrutierte ab 2018 bei Branchenveranstaltungen Entwickler. Das Hauptunterscheidungsmerkmal gegenüber Diensten wie OnLive, GeForce Now und PlayStation Now ist die Fähigkeit, in jedem Desktop-Chrome-Browser und nicht nur in bestimmten Gaming-Plattformen ausgeführt zu werden. Der Dienst verwendet AMD-Radeon-Grafikprozessoren.
Google kündigte den Dienst im Oktober 2018 an und verschickte kurz darauf Einladungen an Betatester mit Zugang zu Assassin’s Creed Odyssey. Wer den Zugang beantragte und seine Mindestgeschwindigkeit im Internet angab, konnte das Spiel im Google-Chrome-Browser ausführen. Teilnehmer erhielten nach der Testphase eine kostenlose Kopie des Spiels.
Stadia wurde während der Keynote-Rede von Google auf der Game Developers Conference im März 2019 angekündigt. In der hierzu gegründeten Sparte Stadia Games and Entertainment sollten unter Jade Raymond eigene Spiele entwickelt sowie Fremdtitel vertrieben werden. Im Februar 2021 verkündete Google, keine eigenen Spiele mehr zu entwickeln.
Dass Google Anfang 2022 verkündete, jährlich 100 neue Spiele von Fremdanbietern anzubieten, löschte Google im September wieder aus den Veröffentlichungen.
Am 29. September 2022 kündigte Google an, Stadia zum 18. Januar 2023 einzustellen. Spiele sowie die dazugehörige Hardware sollen laut Google zurückerstattet werden. Der Betrieb von Stadia wurde am 18. Januar 2023 eingestellt.

## Spiele

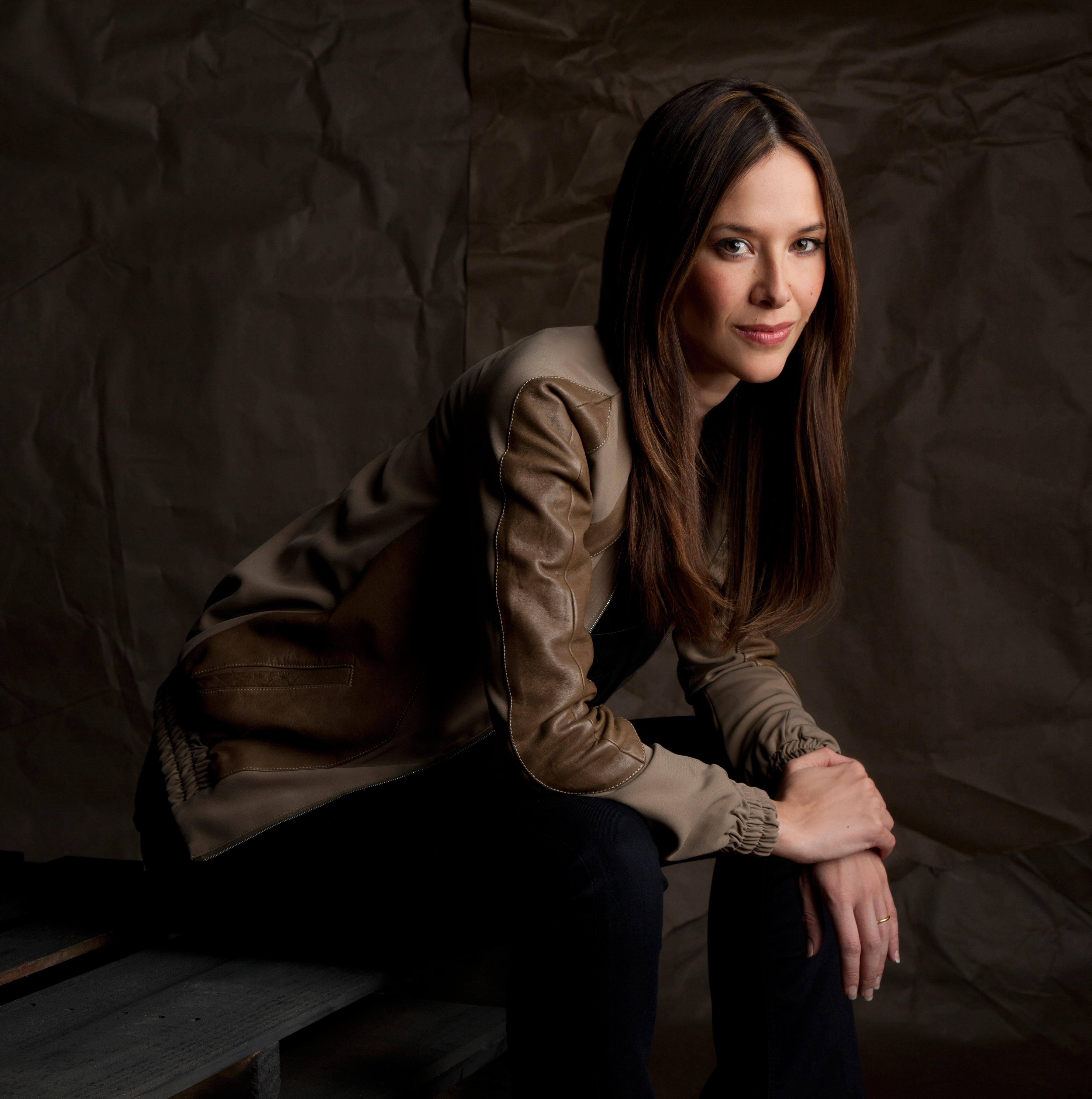
Jade Raymond (Februar 2012)

Auf der Game Developers Conference 2019 im März 2019 wurden die ersten drei Spiele für Stadia angekündigt. Assassin’s Creed Odyssey, das im Oktober 2018 im Project-Stream-Test in 1080p-Auflösung eingesetzt wurde, und Doom Eternal von id Software sollen beide in 4K-Auflösung, mit 60 Bildern pro Sekunde und HDR-Unterstützung starten. Ein unangekündigtes drittes Spiel, das von Q-Games entwickelt wird, soll die Funktion „State Share“ der Plattform nutzen. Darüber hinaus sollte ein von Jade Raymond angeführter First-Party-Entwickler namens Stadia Games and Entertainment weitere Spiele für die Plattform beisteuern.
In einer Vorstellung am 6. Juni 2019 wurden weitere Spiele für den Dienst angekündigt.
Am 11. November 2019 wurden von Google alle Spiele, die zum Erscheinungstermin gespielt werden können, bekannt gegeben. Einen Tag vor dem offiziellen Start wurde überraschend angekündigt, dass zum Start des Dienstes zehn weitere, insgesamt nun 22 Spiele spielbar sind.
Stand Ende 2020 waren mehr als 130 Spiele über Stadia spielbar. Im Februar 2021 wurde die Entwicklung von exklusiven Stadia-Spielen eingestellt. Bis dahin erschienen mit Gylt von Tequila Works und Get Packed von Moonshine Studios zwei Exklusivtitel für Stadia.

## Rezeption

### Vorabversion
Während der Beta-Phase erhielt der Dienst viele positive Bewertungen von Kritikern, da der Streaming-Dienst eine geringe Latenzzeit habe und sich anfühlte, als würde das Spiel lokal gespielt. Je nach Wi-Fi-Geschwindigkeit verringerte das Spiel manchmal die Bildschirmauflösung oder verzögerte sich. Tests von The Verge ergaben keine Verzögerungsprobleme bei drahtgebundenem Netzzugang sowie gelegentliches Stottern über eine gemeinsame Wi-Fi-Verbindung. Trotz drahtgebundenem Anschluss verfügte der Stream über keine 4K-Auflösung und wurde mitunter unscharf mit Kompressionsartefakten wiedergegeben. Der Tester berichtete über die beste Erfahrung mit Googles Chromebook Pixel. Polygon empfand die Audiokompression auf allen Geräten zu aggressiv.
Ars Technica bemerkte, dass die Anmeldesequenz von Project Stream viel einfacher sei als die von anderen Diensten.
Digital Foundry stellte bei Tests mit Assassin’s Creed Odyssey an einem Pixelbook akzeptable Latenzzeiten fest. Die visuelle Übertragung sei dagegen spürbar schlechter als auf einem nativen Gerät ohne Cloud-Gaming.